# Эбнер, Карл
Карл Эбнер (нем. Carl Ebner; 6 ноября 1857, Деггендорф — 30 декабря 1930, Мюнхен) — немецкий виолончелист. Брат композитора и пианиста Людвига Эбнера.
Родился в семье городского музыканта Карла Эбнера (1824—1894). Учился в Мюнхенской консерватории у Йозефа Вернера. Дебютировал на концертной сцене в сопровождении своего брата в 1874 году. По рекомендации Франца Вюльнера был принят в 1875 году в придворную капеллу Герцогства Баденского в Карлсруэ как второй солист. В 1879 г. вернулся в Мюнхен как солист Баварской королевской капеллы и получил звание камервиртуоза, играл в её составе до 1924 года. Выступал в составе фортепианного трио с пианистом Хансом Бусмайером и скрипачом Бенно Вальтером и фортепианного квартета с Бусмайером и братьями Максом и Карлом Хиберами.
Автор салонных пьес для своего инструмента.